# 毛山小橘
毛山小橘（学名：Glycosmis craibii）为芸香科山小橘属下的一个变种。

## 扩展阅读
維基物種上的相關：毛山小橘